# Rachaya Al Foukhar
Rachaya Al Foukhar é uma vila libanesa situada no distrito de Hasbaya no Nabatiye Governorate no sudeste do Líbano. Está localizada na parte oeste do Monte Hermon, numa altituda de 750 m.